# Xã Raglan, Quận Harrison, Iowa
Xã Raglan (tiếng Anh: Raglan Township) là một xã thuộc quận Harrison, tiểu bang Iowa, Hoa Kỳ. Năm 2010, dân số của xã này là 281 người.